# Барон Ейлмер

Герб баронів Ейлмер.

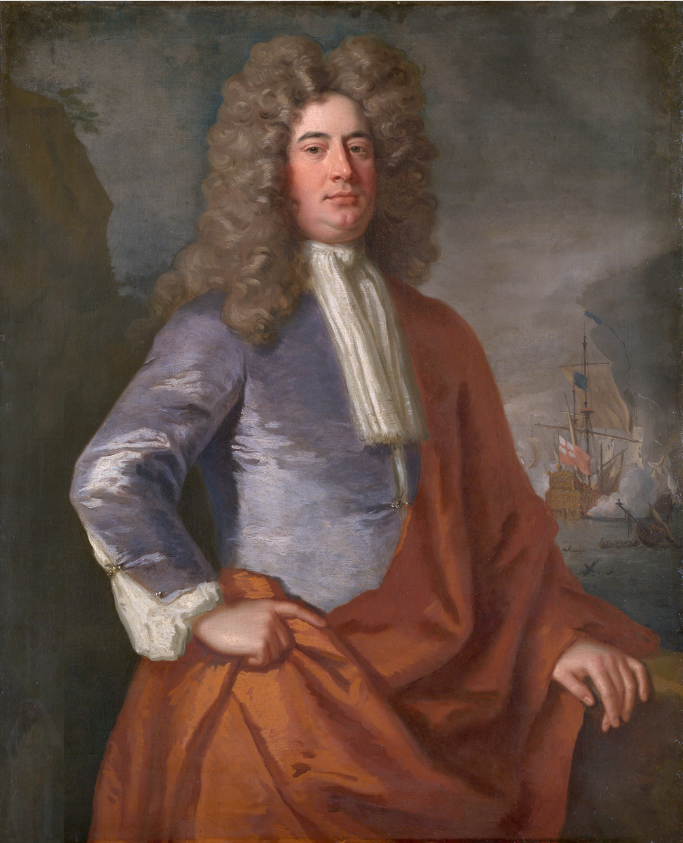
Метт’ю Ейлмер – І барон Ейлмер, адмірал.

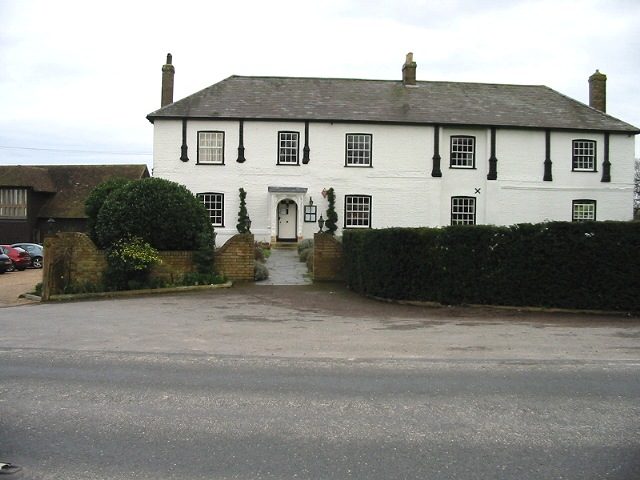
Маєток Манор у Весткліффі, Кент, будинок Ейлмерів з 1700 року.

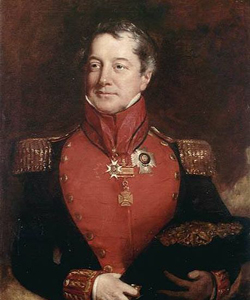
Метт’ю Вітворт-Ейлмер – V барон Ейлмер.

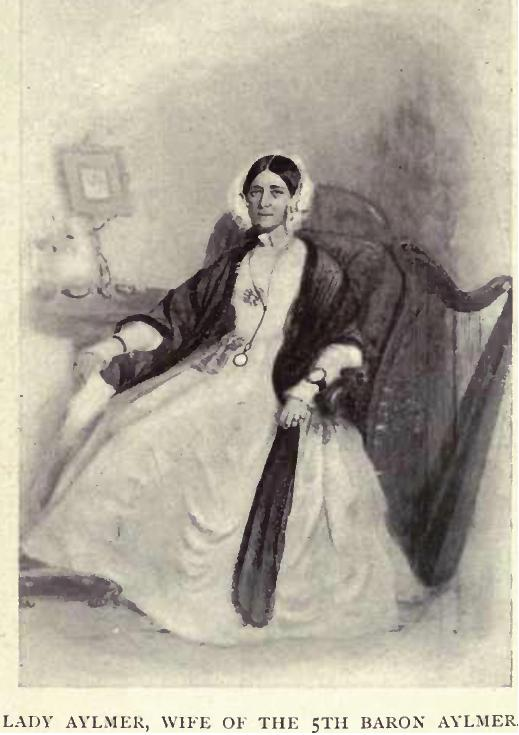
Леді Луїза Енн Ейлмер.

Барони Ейлмер (англ. – Lord Aylmer) – барони Балрат (анг. - Baron of Balrath) – аристократичний титул в Ірландії, пери Ірландії.

## Історія баронів Ейлмер
Барони Ейлмер володіли землями в графстві Міт. Титул був створений в 1718 році для адмірала Метт’ю Ейлмера — другого сина сера Крістофера Ейлмера — І баронета Ейлмер з Балрата. Метт’ю Ейлмер був офіцером англо-ірландського королівського флоту, політиком, належав до партії вігів, був депутатом парламенту Англії, а потім депутатом парламенту Великої Британії — Палати Громад у 1695 – 1720 роках. Метт’ю Ейлмер був одним із тих капітанів, які надіслали листа принцу Вільгельму Оранському, щойно він висадився в Торбеї, запевнивши його, що флот і капітани цілковито його підтримають і виступлять на його стороні. Відповідь принца призвела до того, що весь флот перейшов на його бік і це було важливим фактором перемоги Славної революції листопада 1688 року. Метт’ю Ейлмер брав участь в битвах в затоці Бантрі в травні 1689 року, під Біч-Хед в липні 1690 року, під Барфлері в травні 1692 року під час так званої Дев’ятирічної війни. 12 листопада 1709 року Метт’ю Ейлмер став головним адміралом флоту. Еле коли він зітнувся з французьким флотом, то зумів захопити тільки один коробель, що мав 56 гармат на борту. Цю невдачу міністерство Харлі використало як нагоду усунути його з посади головнокомандуючого флотом. Але король Георг І та міністерство Туншенда повернуло йому посаду головнокомандуючого флотом. Також його призначили керівником Госпіталю Гринвіча. На цій посаді він заснував Королівську Лікарську Школу для синів моряків. Метт’ю Ейлмер знову став депутатом парламенту Великої Британії від Дувра після виборів 1715 року, де віги здобули більшість голосів у Палаті Громад. У квітні 1717 року він приєднався до Адміралтейської ради на чолі з графом Берклі. Він подав у відставку в березні 1718 року, був нагороджений званням контр-адмірала Великої Британії та титулом барона. Помер 18 серпні 1720 року в Гринвічі. Був одружений з Сарою – дочкою Едварда Елліса. Шлюб відбувся 1680 року. У цьому шлюбі було дві дочки і один син.
Титул успадкував його син, що став ІІ бароном Ейлмер. Він був обраний депутатом парламенту Ірландії і представляв у Палаті Громад землі Рай. Його онук успадкував титул, став IV бароном Ейлмер та VII баронетом з Балрата в 1776 році. Титули лишились належними одній людині. Обидва титули успадкував його син, що став V бароном Ейлмер. Він був генералом армії, генерал-губернатором Канади в 1830 – 1835 роках. У 1825 році лорди Ейлмер прийняли додаткове прізвище Вітворт після смерті дядька лорда Ейлмер Чарльза Вітворта – І графа Вітворт. Потім титули успадкував молодший брат V барона Ейлмер, що став VI бароном Ейлмер. Він став адміралом Королівського флоту.
Титули успадкував його двоюрідний брат – Удольф Ейлмер, що став VII бароном Ейлмер. Він народився 10 червня 1814 року і жив в Канаді. Він був сином Джона Аталмера Ейлмера – старшого сина адмірала Джона Ейлмера, сина Джона Ейлмера, четвертого сина другого барона Ейлмер. Але його претензії на титули визнали тільки 1860 року. Його син Метт’ю Ейлмер успадкував титул і став VIII бароном Ейлмер. Він дослужився до генерал-майора армії Канади. Його третього сина, що був XI бароном Ейлмер, замінив його третій двоюрідний брат, що став ХІІ бароном Ейлмер. Він був правнуком генерал-майора Гаррі Ейлмера – другого сина адмірала Джона Ейлмера. Після його смерті в 1982 році титул перейшов до його другого двоюрідного брата, що став ХІІІ бароном Ейлмер. Він був онуком Фредеріка Артура Ейлмера – другого сина генерал-майора Гаррі Ейлмера. На сьогодні титулом володіє його син – XIV барон Ейлмер.
Титул баронетів Ейлмер з Балрата (графство Міт) був створений 6 листопада 1662 року для Крістофера Ейлмера. Після смерті його правнука, що був VI баронетом Ейлмер, титул успадкував його родич, що став IV бароном Ейлмер.
Історичною резиденцією баронів Ейлмер та баронетів Ейлмер був замок Донадеа, що в графстві Кілдер.

## Барони Ейлмер
- Мет’ю Ейлмер (бл. 1650 – 1720) – І барон Ейлмер
- Генрі Ейлмер (пом. 1754) – ІІ барон Ейлмер
- Генрі Ейлмер (1718 – 1766) – ІІІ барон Ейлмер
- Генрі Ейлмер (пом. 1785) – IV барон Ейлмер
- Мет’ю Вітворт-Ейлмер (1775 – 1850) – V барон Ейлмер
- Фредерік Вітворт-Ейлмер (1777 – 1858) – VI барон Ейлмер
- Удольф Ейлмер (1814 – 1901) – VII барон Ейлмер
- Мет’ю Ейлмер (1842 – 1923) – VIII барон Ейлмер
- Джон Фредерік Вітворт-Ейлмер (1880 – 1970) – IX барон Ейлмер
- Кеннет Аталмер Ейлмер (1883 – 1974) – X барон Ейлмер
- Басіл Удольф Ейлмер (1886 – 1977) – XI барон Ейлмер
- Х’ю Йейтс Ейлмер (1907 – 1982) – XII барон Ейлмер
- Майкл Ентоні Ейлмер (1923 – 2006) – XIII барон Ейлмер
- Ентоні Джуліан Ейлмер (нар. 1951) – XIV барон Ейлмер

Спадкоємцем титулу є син нинішнього власника титулу - Майкл Генрі Ейлмер (нар. 1991).

## Баронети Ейлмер з Балрату
- Сер Крістофер Ейлмер (бл. 1620 – 1671) – I баронет Ейлмер
- Сер Джеральд Ейлмер (бл. 1640 – 1702) – II баронет Ейлмер
- Сер Джон Ейлмер (пом. 1714) – III баронет Ейлмер
- Сер Ендрю Ейлмер (пом. 1740) – IV баронет Ейлмер
- Сер Джеральд Ейлмер  (пом. 1745) – V баронет Ейлмер
- Сер Метт’ю Ейлмер (1724 – 1776) – VI баронет Ейлмер
- Сер Генрі Ейлмер (пом. 1785 р.) – VII баронет Ейлмер